# 腺叶拉拉藤
腺叶拉拉藤（学名：Galium glandulosum），为茜草科拉拉藤属下的一个植物种。